# ゼアララノン
ゼアララノン（英：Zearalanone（ZAN））はゼアラレノン（ZEN）の誘導体であるマイコエストロゲンである 。ゼアララノンは特異的なイムノアフィニティーカラムによりメディカルハーブや食用ハーブからアフラトキシンと同時に抽出することができる。 

## 関連記事
- α-ゼアラレノール
- β-ゼアラレノール
- タレラノール
- ゼラノール